# Olympische Winterspiele 1998/Teilnehmer (Trinidad und Tobago)
| Gelbes Symbol für Goldmedaillen mit stilisierten Olympischen Ringen | Graues Symbol für Silbermedaillen mit stilisierten Olympischen Ringen | Braundes Symbol für Bronzemedaillen mit stilisierten Olympischen Ringen |
| ------------------------------------------------------------------- | --------------------------------------------------------------------- | ----------------------------------------------------------------------- |
| —                                                                   | —                                                                     | —                                                                       |

Trinidad und Tobago nahm an den Olympischen Winterspielen 1998 mit zwei Athleten teil.
Nach 1994 war es die zweite Teilnahme Trinidad und Tobagos bei Olympischen Winterspielen.

## Flaggenträger
Der Bobfahrer Curtis Harry trug die Flagge Trinidad und Tobagos während der Eröffnungsfeier im Olympiastadion.

## Übersicht der Teilnehmer

### Bob
| Athleten                 | Wettbewerb | Lauf 1  | Lauf 1 | Lauf 2  | Lauf 2 | Lauf 3  | Lauf 3 | Lauf 4  | Lauf 4 | Gesamt      | Gesamt |
| Athleten                 | Wettbewerb | Zeit    | Rang   | Zeit    | Rang   | Zeit    | Rang   | Zeit    | Rang   | Zeit        | Rang   |
| ------------------------ | ---------- | ------- | ------ | ------- | ------ | ------- | ------ | ------- | ------ | ----------- | ------ |
| Männer                   |            |         |        |         |        |         |        |         |        |             |        |
| Gregory Sun Curtis Harry | Zweierbob  | 56,74 s | 32     | 56,78 s | 32     | 56,73 s | 35     | 56,40 s | 32     | 3:46,65 min | 32     |